# Мацегора, Исидор Никифорович
Исидор Никифорович Мацегора — советский работник сельского хозяйства, чабан, Герой Социалистического Труда.

## Биография
Сведений о дате и месте рождения нет.
На момент награждения был старшим чабаном ордена Ленина конного завода № 158 им. С. М. Буденного Сальского района Ростовской области.
В настоящее время внук Героя — Денис Горбатько, работает в Сальской центральной библиотеке[значимость факта?].
Указом Президиума Верховного Совета СССР от 26 июля 1949 года Исидору Никифоровичу Мацегоре было присвоено звание Героя Социалистического Труда с вручением ордена Ленина и золотой медали «Серп и молот». Также Мацегора награждён медалями.